# Heinrich Bauersfeld
Heinrich Bauersfeld (* 1. Dezember 1926 in Frankfurt am Main; †  1. Dezember 2022 in Bielefeld) war ein deutscher Hochschullehrer und Pädagoge im Bereich Didaktik der Mathematik.

## Leben und Tätigkeit
Nach dem Ende des Zweiten Weltkriegs studierte Heinrich Bauersfeld von 1945 bis 1951 Mathematik, Physik und Chemie und legte die wissenschaftliche Prüfung für das Lehramt an höheren Schulen ab. 1953 wurde er an der Technischen Hochschule Hannover promoviert. Nach einjähriger Tätigkeit als wissenschaftlicher Assistent an der Pädagogischen Hochschule Celle und der Pädagogischen Hochschule Osnabrück nahm Bauersfeld 1954 eine Tätigkeit als Lehrer an der Pädagogischen Hochschule Hannover auf, wo er 1955 zum Dozenten und 1962 zum Professor ernannt wurde. 1966 wechselte er als Professor und Direktor an das Institut für Didaktik der Mathematik an der Abteilung für Erziehungswissenschaften der Universität Frankfurt am Main. 1973 wurde er Professor für Didaktik der Mathematik sowie Direktor des Instituts für Didaktik der Mathematik. Außerdem war er Leiter der Forschungsgruppe „Kommunikation im Unterricht“ an der Universität Bielefeld. 1993 wurde er emeritiert.
Von 1969 bis 1974 gehörte Heinrich Bauersfeld der Bildungskommission des Deutschen Bildungsrats an und war Vorsitzender des Ausschusses „Schulnahe Curriculumentwicklung“.

## Schriften (Auswahl)
- Lernen und Lehren von Mathematik. Köln 1983.
- Subjektive Erfahrungsbereiche als Grundlage einer Interaktionstheorie des Mathematiklernens und -lehrens. 1983.
- Zum Mathematikunterricht am Schulanfang. In: Die Grundschule, 21. Jahrgang 1989, Heft 12, S. 13–19.